# Eric Jerez
Eric Emmanuel Jerez (Santa Rosa, 20 agosto 1994) è un calciatore argentino, difensore dell'Atlético Monzón.

## Caratteristiche tecniche
È un difensore centrale che può giocare anche come terzino destro.